# Catalogo NGC completo - 6000-6999
Tabelle per gli oggetti del Catalogo NGC
Le tabelle sono divise in più sezioni:
- Nº NGC: indica la designazione dell'oggetto nel Catalogo NGC;
- Altre designazioni: è indicato, se esiste, il nome proprio col quale viene identificato l'oggetto presso la comunità astronomica, oltre alle designazioni dello stesso secondo altri cataloghi (sono indicati solo i cataloghi più conosciuti); eventuali annotazioni sono presenti in questa colonna;
- Tipo: indica il tipo dell'oggetto in questione (galassia, ammasso aperto, ecc.);
- Costellazione: indica entro i confini di quale costellazione l'oggetto è visibile;
- Ascensione retta (J2000): coordinata di ascensione retta all'equinozio vernale del 2000;
- Declinazione (J2000): coordinata di declinazione all'equinozio vernale del 2000;
- Magnitudine apparente: magnitudine dell'oggetto visto dalla Terra.

## 6000–6099
| Nº NGC | Altre designazioni               | Tipo                 | Costellazione      | Ascensione Retta (J2000) | Declinazione (J2000) | Mag. app. |
| ------ | -------------------------------- | -------------------- | ------------------ | ------------------------ | -------------------- | --------- |
| 6025   | Collinder 296; Melotte 139       | Ammasso aperto       | Triangolo Australe | 16h 03m 42s              | -60° 30′ 00″         | 5.1       |
| 6027   | (Membro del sestetto di Seyfert) | Galassie interagenti | Serpente           | 15h 59m 12.7s            | +20° 45′ 47″         | 14.7      |
| 6027a  | (Membro del sestetto di Seyfert) | Galassie interagenti | Serpente           | 15h 59m 11.5s            | +20° 45′ 14″         | 15.1      |
| 6027b  | (Membro del sestetto di Seyfert) | Galassie interagenti | Serpente           | 15h 59m 11.0s            | +20° 45′ 42″         | 15.4      |
| 6027c  | (Membro del sestetto di Seyfert) | Galassie interagenti | Serpente           | 15h 59m 12.1s            | +20° 44′ 47″         | 16.0      |
| 6027d  | (Membro del sestetto di Seyfert) | Galassia spirale     | Serpente           | 15h 59m 13.2s            | +20° 45′ 33″         | 15.6      |
| 6027e  | (Membro del sestetto di Seyfert) | Galassie interagenti | Serpente           | 15h 59m 15.1s            | +20° 45′ 55″         | 16.5      |
| 6043   |                                  | Galassie interagenti | Ercole             | 16h 05m 01.2s            | +17° 46′ 26″         | 15.4      |
| 6087   | Collinder 300; Melotte 141       | Ammasso aperto       | Regolo             | 16h 19m :                | -57° 56′ :           | 5.9       |
| 6093   | Messier 80                       | Ammasso globulare    | Scorpione          | 16h 17m 02.5s            | -22° 58′ 30″         | 8.7       |

## 6100–6199
| Nº NGC | Altre designazioni         | Tipo               | Costellazione | Ascensione Retta (J2000) | Declinazione (J2000) | Mag. app. |
| ------ | -------------------------- | ------------------ | ------------- | ------------------------ | -------------------- | --------- |
| 6121   | Messier 4                  | Ammasso globulare  | Scorpione     | 16h 23m 35.4s            | -26° 31′ 32″         | 8.1       |
| 6124   | Collinder 301; Melotte 145 | Ammasso aperto     | Scorpione     | 16h 25m 36s              | -40° 40′ 00″         | 5.8       |
| 6125   |                            | Galassia ellittica | Dragone       | 16h 19m 11.7s            | +57° 59′ 03″         | 13.0      |
| 6127   | (Duplicato di NGC 6125)    | Galassia ellittica | Dragone       | 16h 19m 11.7s            | +57° 59′ 03″         | 13.0      |
| 6128   | (Duplicato di NGC 6125)    | Galassia ellittica | Dragone       | 16h 19m 11.7s            | +57° 59′ 03″         | 13.0      |
| 6152   | Collinder 304              | Ammasso aperto     | Regolo        | 16h 33m :                | -52° 38′ :           | 8.1       |
| 6164   |                            | Nebulosa diffusa   | Regolo        | 16h 33m 52.4s            | -48° 06′ 40″         | 7.0       |
| 6165   |                            | Nebulosa diffusa   | Regolo        | 16h 33m 52.4s            | -48° 06′ 40″         | 7.0       |
| 6171   | Messier 107                | Ammasso globulare  | Ofiuco        | 16h 32m 31.9s            | -13° 03′ 13″         | 10.0      |
| 6188   |                            | Nebulosa diffusa   | Altare        | 16h 40m :                | -48° 39′ :           |           |
| 6193   | Collinder 310              | Ammasso aperto     | Altare        | 16h 41m :                | -48° 46′ :           | 5.3       |

## 6200–6299
| Nº NGC | Altre designazioni                             | Tipo                | Costellazione | Ascensione Retta (J2000) | Declinazione (J2000) | Mag. app. |
| ------ | ---------------------------------------------- | ------------------- | ------------- | ------------------------ | -------------------- | --------- |
| 6205   | Grande ammasso globulare di Ercole; Messier 13 | Ammasso globulare   | Ercole        | 16h 41m 41s              | +36° 27′ 37″         | 5.8       |
| 6210   | Nebulosa Tartaruga                             | Nebulosa planetaria | Ercole        | 16h 44m 29.5s            | +23° 48′ 00″         | 8.8       |
| 6218   | Messier 12                                     | Ammasso globulare   | Ofiuco        | 16h 47m 14.5s            | -01° 56′ 52″         | 8.5       |
| 6231   | Caldwell 76; Collinder 315; Melotte 153        | Ammasso aperto      | Scorpione     | 16h 54m 08.5s            | -41° 49′ 36″         | 2.8       |
| 6240   | IC 4625                                        | Galassia irregolare | Ofiuco        | 16h 52m 59.0s            | +02° 24′ 02″         | 12.8      |
| 6242   | Collinder 317; Melotte 155                     | Ammasso aperto      | Scorpione     | 16h 55m :                | -39° 28′ :           | 7.1       |
| 6254   | Messier 10                                     | Ammasso globulare   | Ofiuco        | 16h 57m 09.0s            | -04° 05′ 58″         | 6.4       |
| 6266   | Messier 62                                     | Ammasso globulare   | Ofiuco        | 17h 01m 12.6s            | -30° 06′ 45″         | 8.6       |
| 6273   | Messier 19                                     | Ammasso globulare   | Ofiuco        | 17h 02m 37.7s            | -26° 16′ 05″         | 8.5       |

## 6300–6399
| Nº NGC | Altre designazioni             | Tipo                | Costellazione | Ascensione Retta (J2000) | Declinazione (J2000) | Mag. app. |
| ------ | ------------------------------ | ------------------- | ------------- | ------------------------ | -------------------- | --------- |
| 6302   | Nebulosa Farfalla; Caldwell 69 | Nebulosa planetaria | Scorpione     | 17h 13m 44.2s            | -37° 06′ 16″         | 7.1       |
| 6304   |                                | Ammasso globulare   | Ofiuco        | 17h 14m 32.5s            | -29° 27′ 44″         | 8.2       |
| 6333   | Messier 9                      | Ammasso globulare   | Ofiuco        | 17h 19m 11.8s            | -18° 30′ 59″         | 9.4       |
| 6334   | Nebulosa Zampa di Gatto        | Resto di supernova  | Scorpione     | 17h 19m 58.0s            | -35° 57′ 47″         |           |
| 6340   |                                | Galassia spirale    | Dragone       | 17h 10m 25.1s            | +72° 18′ 17″         | 11.9      |
| 6341   | Messier 92                     | Ammasso globulare   | Ercole        | 17h 17m 07.3s            | +43° 08′ 12″         | 6.3       |
| 6357   | Nebulosa Guerra e Pace         | Nebulosa diffusa    | Scorpione     | 17h 24m :                | -34° 20′ :           |           |
| 6369   | Nebulosa Fantasmino            | Nebulosa planetaria | Ofiuco        | 17h 29m 20.4s            | -23° 45′ 34″         | 11.6      |
| 6397   |                                | Ammasso globulare   | Altare        | 17h 40m 41.4s            | -53° 40′ 25″         | 7.4       |

## 6400–6499
| Nº NGC | Altre designazioni                                            | Tipo              | Costellazione | Ascensione Retta (J2000) | Declinazione (J2000) | Mag. app. |
| ------ | ------------------------------------------------------------- | ----------------- | ------------- | ------------------------ | -------------------- | --------- |
| 6402   | Messier 14                                                    | Ammasso globulare | Ofiuco        | 17h 37m 36.2s            | -03° 14′ 45″         | 9.6       |
| 6405   | Ammasso della Farfalla; Messier 6; Collinder 341; Melotte 178 | Ammasso aperto    | Scorpione     | 17h 40m :                | -32° 12′ :           | 4.5       |
| 6475   | Ammasso di Tolomeo; Messier 7; Collinder 354; Melotte 183     | Ammasso aperto    | Scorpione     | 17h 54m :                | -34° 47′ :           | 3.5       |
| 6494   | Messier 23; Collinder 356 ; Melotte 184                       | Ammasso aperto    | Sagittario    | 17h 57m :                | -18° 59′ :           | 6.0       |
| 6496   |                                                               | Ammasso globulare | Scorpione     | 17h 59m 02.0s            | -44° 15′ 55″         | 10.0      |

## 6500–6599
| Nº NGC | Altre designazioni                      | Tipo                     | Costellazione | Ascensione Retta (J2000) | Declinazione (J2000) | Mag. app. |
| ------ | --------------------------------------- | ------------------------ | ------------- | ------------------------ | -------------------- | --------- |
| 6500   |                                         | Galassia spirale         | Ercole        | 17h 55m 59.8s            | +18° 20′ 18″         | 13.4      |
| 6514   | Nebulosa Trifida; Messier 20            | Nebulosa diffusa         | Sagittario    | 18h 02m 23s              | -23° 02′ :           | 6.8       |
| 6520   | Collinder 361; Melotte 187              | Ammasso aperto           | Sagittario    | 18h 03m :                | -27° 53′ :           | 7.6       |
| 6522   |                                         | Ammasso globulare        | Sagittario    | 18h 03m 34.1s            | -30° 02′ 02″         | 10.7      |
| 6523   | Nebulosa Laguna; Messier 8              | Nebulosa diffusa         | Sagittario    | 18h 03m :                | -24° 23′ :           | 6.0       |
| 6530   | (Localizzato in NGC 6523) Collinder 362 | Ammasso aperto           | Sagittario    | 18h 05m :                | -24° 22′ :           | 4.7       |
| 6531   | Messier 21; Collinder 363; Melotte 188  | Ammasso aperto           | Sagittario    | 18h 04m :                | -22° 29′ :           | 6.0       |
| 6537   |                                         | Nebulosa planetaria      | Sagittario    | 18h 05m 13.1s            | -19° 50′ 35″         | 11.6      |
| 6543   | Nebulosa Occhio di Gatto; Caldwell 6    | Nebulosa planetaria      | Dragone       | 17h 58m 33.4s            | +66° 38′ 00″         | 8.1       |
| 6559   |                                         | Nebulosa diffusa         | Sagittario    | 18h 10m :                | -24° 06′ :           |           |
| 6560   |                                         | Galassia spirale barrata | Ercole        | 18h 05m 14.2s            | +46° 52′ 53″         | 13.4      |
| 6565   |                                         | Nebulosa planetaria      | Sagittario    | 18h 11m 52.5s            | -28° 10′ 42″         | 11.6      |
| 6575   |                                         | Galassia ellittica       | Ercole        | 18h 10m 57.5s            | 31° 06′ 57″          | 13.0      |
| 6578   |                                         | Nebulosa planetaria      | Sagittario    | 18h 16m 16.5s            | -20° 27′ 03″         | 12.9      |
| 6589   |                                         | Nebulosa diffusa         | Sagittario    | 18h 16m 50.4s            | -19° 53′ 24″         | 10.5      |
| 6590   |                                         | Nebulosa diffusa         | Sagittario    | 18h 17m 00s              | -19° 53′ :           | 9.8       |
| 6599   |                                         | Galassia lenticolare     | Ercole        | 18h 15m 43.0s            | 25° 54′ 45″          | 12.8      |

## 6600–6699
| Nº NGC | Altre designazioni                                  | Tipo                       | Costellazione | Ascensione Retta (J2000) | Declinazione (J2000) | Mag. app. |
| ------ | --------------------------------------------------- | -------------------------- | ------------- | ------------------------ | -------------------- | --------- |
| 6600   | (Duplicato di NGC 6599)                             | Galassia lenticolare       | Ercole        | 18h 15m 43.0s            | 25° 54′ 45″          | 12.8      |
| 6601   |                                                     | Galassia ellittica         | Dragone       | 18h 11m 44.3s            | 61° 27′ 12″          | 14.7      |
| 6602   |                                                     | Galassia                   | Ercole        | 18h 16m 34.3s            | 25° 02′ 39″          | 13.8      |
| 6603   | (Inserito in Messier 24) Collinder 374; Melotte 197 | Ammasso aperto             | Sagittario    | 18h 18m :                | -18° 26′ :           | 11.1      |
| 6604   | Collinder 373                                       | Ammasso aperto             | Serpente      | 18h 18m 02.9s            | -12° 14′ 35″         | 6.5       |
| 6605   |                                                     | Ammasso aperto             | Serpente      | 18h 16m 21.7s            | -15° 00′ 55″         | 6.0       |
| 6606   |                                                     | Galassia spirale           | Lira          | 18h 14m 41.6s            | 43° 16′ 07″          | 13.6      |
| 6607   |                                                     | Galassia spirale           | Dragone       | 18h 12m 14.7s            | 61° 19′ 59″          | 15.3      |
| 6608   |                                                     | Galassia spirale           | Dragone       | 18h 12m 28.9s            | 61° 17′ 53″          | 14.9      |
| 6609   |                                                     | Galassia                   | Dragone       | 18h 12m 33.6s            | 61° 19′ 55″          | 14.5      |
| 6610   | (Probabile duplicato di NGC 6574)                   | Galassia                   | Ercole        | 18h 11m 51.2s            | 14° 58′ 54″          | 12.0      |
| 6611   | (Inserito in Messier 16) Collinder 375; Melotte 198 | Ammasso aperto             | Serpente      | 18h 19m :                | -13° 49′ :           | 6.6       |
| 6612   |                                                     | Galassia                   | Lira          | 18h 16m 10.8s            | 36° 04′ 43″          | 14.5      |
| 6613   | Messier 18; Collinder 376                           | Ammasso aperto             | Sagittario    | 18h 20m :                | -17° 06′ :           | 7.2       |
| 6614   |                                                     | Galassia lenticolare       | Pavone        | 18h 25m 07.7s            | -63° 14′ 51″         | 12.9      |
| 6615   |                                                     | Galassia lenticolare       | Ofiuco        | 18h 18m 33.5s            | 13° 15′ 54″          | 13.2      |
| 6616   |                                                     | Galassia spirale           | Ercole        | 18h 17m 41.1s            | 22° 14′ 18″          | 14.0      |
| 6617   |                                                     | Galassia spirale           | Dragone       | 18h 14m 02.5s            | 61° 19′ 10″          | 14.7      |
| 6618   | Nebulosa Omega; Nebulosa Cigno; Messier 17          | Nebulosa diffusa           | Sagittario    | 18h 20m :                | -16° 10′ :           | 6.7       |
| 6619   |                                                     | Galassia                   | Ercole        | 18h 18m 55.5s            | 23° 39′ 20″          | 13.1      |
| 6620   |                                                     | Nebulosa planetaria        | Sagittario    | 18h 22m 54.1s            | -26° 99′ 18″         | 12.7      |
| 6621   | Arp 81 (insieme a NGC 6622)                         | Galassia spirale peculiare | Dragone       | 18h 12m 55.3s            | 68° 21′ 48″          | 13.2      |
| 6622   | Arp 81 (insieme a NGC 6621)                         | Galassia spirale peculiare | Dragone       | 18h 12m 59.8s            | 68° 21′ 14″          | 15.0      |
| 6623   |                                                     | Galassia ellittica         | Ercole        | 18h 19m 42.9s            | 23° 42′ 20″          | 13.3      |
| 6624   |                                                     | Ammasso globulare          | Sagittario    | 18h 23m 40.7s            | -30° 21′ 39″         | 7.7       |
| 6625   |                                                     | Ammasso aperto             | Scudo         | 18h 23m 02.0s            | -12° 01′ 26″         | 9.0       |
| 6626   | Messier 28                                          | Ammasso globulare          | Sagittario    | 18h 24m 32.9s            | -24° 52′ 11″         | 6.9       |
| 6627   |                                                     | Galassia spirale barrata   | Ercole        | 18h 22m 38.9s            | 15° 41′ 53″          | 13.2      |
| 6628   |                                                     | Galassia                   | Ercole        | 18h 22m 21.9s            | 23° 28′ 43″          | 13.0      |
| 6629   |                                                     | Nebulosa planetaria        | Sagittario    | 18h 25m 42.4s            | -23° 12′ 10″         | 11.3      |
| 6630   |                                                     | Galassia lenticolare       | Pavone        | 18h 32m 35.1s            | -63° 17′ 36″         | 13.7      |
| 6631   | Collinder 379                                       | Ammasso aperto             | Scudo         | 18h 27m 11.3s            | -12° 01′ 52″         | 11.7      |
| 6632   |                                                     | Galassia spirale           | Ercole        | 18h 25m 03.1s            | 27° 32′ 07″          | 12.3      |
| 6633   | Collinder 380; Melotte 201                          | Ammasso aperto             | Ofiuco        | 18h 27m 31.2s            | +06° 34′ 12″         | 5.0       |
| 6634   | (Probabile duplicato di NGC 6637)                   | Ammasso globulare          | Sagittario    | 18h 31m 23.2s            | -32° 20′ 53″         | 7.6       |
| 6635   |                                                     | Galassia lenticolare       | Ercole        | 18h 27m 37.1s            | 14° 49′ 09″          | 13.5      |
| 6636   |                                                     | Galassia spirale           | Dragone       | 18h 22m 03.9s            | 66° 37′ 09″          | 13.5      |
| 6637   | Messier 69                                          | Ammasso globulare          | Sagittario    | 18h 31m 23.2s            | -32° 20′ 53″         | 7.6       |
| 6638   |                                                     | Ammasso globulare          | Sagittario    | 18h 30m 56.2s            | -25° 29′ 47″         | 9.2       |
| 6639   |                                                     | Ammasso aperto             | Scudo         | 18h 30m 59.3s            | -13° 09′ 21″         |           |
| 6640   |                                                     | Galassia spirale           | Lira          | 18h 28m 08.3s            | 34° 18′ 10″          | 13.7      |
| 6641   |                                                     | Galassia spirale           | Ercole        | 18h 28m 57.4s            | 22° 54′ 11″          | 13.5      |
| 6642   |                                                     | Ammasso globulare          | Sagittario    | 18h 31m 54.2s            | -23° 28′ 34″         | 8.9       |
| 6643   |                                                     | Galassia spirale           | Dragone       | 18h 19m 46.4s            | 74° 34′ 06″          | 11.5      |
| 6644   |                                                     | Nebulosa planetaria        | Sagittario    | 18h 32m 34.7s            | -25° 07′ 44″         | 10.7      |
| 6645   | Collinder 383; Melotte 205                          | Ammasso aperto             | Sagittario    | 18h 32m 37.9s            | -16° 53′ 02″         | 8.5       |
| 6646   |                                                     | Galassia spirale           | Lira          | 18h 29m 38.7s            | 39° 51′ 55″          | 13.0      |
| 6647   |                                                     | Ammasso aperto             | Sagittario    | 18h 32m 49.3s            | -17° 13′ 43″         |           |
| 6648   |                                                     | Stella doppia              | Dragone       | 18h 25m 37.8s            | 64° 58′ 34″          |           |
| 6649   | Collinder 384; Melotte 206                          | Ammasso aperto             | Scudo         | 18h 33m 27.9s            | -10° 24′ 10″         | 8.9       |
| 6650   |                                                     | Galassia                   | Dragone       | 18h 25m 28.0s            | 68° 00′ 21″          | 13.9      |
| 6651   |                                                     | Galassia spirale           | Dragone       | 18h 24m 19.7s            | 71° 36′ 07″          | 13.3      |
| 6652   |                                                     | Ammasso globulare          | Sagittario    | 18h 35m 45.7s            | -32° 59′ 25″         | 8.5       |
| 6653   |                                                     | Galassia lenticolare       | Pavone        | 18h 44m 38.4s            | -73° 15′ 48″         | 12.5      |
| 6654   |                                                     | Galassia lenticolare       | Dragone       | 18h 24m 07.6s            | 73° 11′ 00″          | 11.8      |
| 6655   |                                                     | Stella doppia              | Scudo         | 18h 34m 30.9s            | -05° 55′ 15″         |           |
| 6656   | Messier 22                                          | Ammasso globulare          | Sagittario    | 18h 36m 24.2s            | -23° 54′ 12″         | 5.2       |
| 6681   | Messier 70                                          | Ammasso globulare          | Sagittario    | 18h 43m 12.6s            | -32° 17′ 31″         | 7.8       |
| 6694   | Messier 26; Collinder 389; Melotte 212              | Ammasso aperto             | Scudo         | 18h 45m :                | -09° 23′ :           | 8.0       |

## 6700–6799
| Nº NGC | Altre designazioni                                                    | Tipo                       | Costellazione   | Ascensione Retta (J2000) | Declinazione (J2000) | Mag. app. |
| ------ | --------------------------------------------------------------------- | -------------------------- | --------------- | ------------------------ | -------------------- | --------- |
| 6705   | Ammasso dell'Anatra Selvatica; Messier 11; Collinder 391; Melotte 213 | Ammasso aperto             | Scudo           | 18h 51m :                | -06° 16′ :           | 6.3       |
| 6709   | Collinder 392; Melotte 214                                            | Ammasso aperto             | Aquila          | 18h 51m :                | +10° 19′ :           | 7.2       |
| 6712   |                                                                       | Ammasso globulare          | Scudo           | 18h 53m 04.3s            | -08° 42′ 22″         | 8.1       |
| 6715   | Messier 54                                                            | Ammasso globulare          | Sagittario      | 18h 55m 03.3s            | -30° 28′ 43″         | 7.7       |
| 6720   | Nebulosa Anello; Messier 57                                           | Nebulosa planetaria        | Lira            | 18h 53m 35.1s            | +33° 01′ 45″         | 8.8       |
| 6723   |                                                                       | Ammasso globulare          | Sagittario      | 18h 59m 33.1s            | -36° 37′ 53″         | 6.8       |
| 6726   |                                                                       | Nebulosa diffusa           | Corona Australe | 19h 02m :                | -36° 53′ :           |           |
| 6727   |                                                                       | Nebulosa diffusa           | Corona Australe | 19h 02m :                | -36° 54′ :           |           |
| 6729   | Caldwell 68                                                           | Nebulosa diffusa variabile | Corona Australe | 19h 01m 46.4s            | -36° 57′ 40″         | 9.5       |
| 6744   |                                                                       | Galassia spirale           | Pavone          | 19h 09m 45.3s            | -63° 51′ 21″         | 8.8       |
| 6745   |                                                                       | Galassie interagenti       | Lira            | 19h 01m 41.7s            | +40° 44′ 48″         | 13.3      |
| 6751   |                                                                       | Nebulosa planetaria        | Aquila          | 19h 05m 55.6s            | -05° 59′ 33″         | 11.9      |
| 6752   | Caldwell 93                                                           | Ammasso globulare          | Pavone          | 19h 10m 51.8s            | -59° 58′ 55″         | 5.3       |
| 6755   | Collinder 397                                                         | Ammasso aperto             | Aquila          | 19h 08m :                | +04° 14′ :           | 7.5       |
| 6760   |                                                                       | Ammasso globulare          | Aquila          | 19h 11m 12.1s            | +01° 01′ 50″         | 9.0       |
| 6766   | (Duplicato di NGC 6884)                                               | Nebulosa planetaria        | Cigno           | 20h 10m 23.7s            | +46° 27′ 40″         | 10.9      |
| 6777   | (Probabile duplicato di NGC 6752)                                     | Stella doppia              | Pavone          | 19h 26m 32.2s            | -71° 27′ 54″         |           |
| 6779   | Messier 56                                                            | Ammasso globulare          | Lira            | 19h 16m 35.5s            | +30° 11′ 04″         | 8.4       |
| 6781   |                                                                       | Nebulosa planetaria        | Aquila          | 19h 18m 28.1s            | +06° 32′ 19″         | 11.4      |
| 6782   |                                                                       | Galassia spirale barrata   | Pavone          | 19h 23m 59.1s            | -59° 55′ 23″         | 11.9      |
| 6790   |                                                                       | Nebulosa planetaria        | Aquila          | 19h 22m 57.0s            | +01° 30′ 46″         | 10.5      |
| 6791   |                                                                       | Ammasso aperto             | Lira            | 19h 20m 53s              | +37° 46′ :           | 9.5       |

## 6800–6899
| Nº NGC | Altre designazioni                                       | Tipo                               | Costellazione | Ascensione Retta (J2000) | Declinazione (J2000) | Mag. app. |
| ------ | -------------------------------------------------------- | ---------------------------------- | ------------- | ------------------------ | -------------------- | --------- |
| 6803   |                                                          | Nebulosa planetaria                | Aquila        | 19h 31m 16.5s            | +10° 03′ 22″         | 11.4      |
| 6809   | Messier 55                                               | Ammasso globulare                  | Sagittario    | 19h 39m 59.4s            | -30° 57′ 44″         | 6.3       |
| 6818   | Piccola Gemma                                            | Nebulosa planetaria                | Sagittario    | 19h 43m 57.8s            | -14° 09′ 12″         | 9.3       |
| 6819   | Collinder 403; Melotte 223                               | Ammasso aperto                     | Cigno         | 19h 41m 18s              | +40° 11′ 00″         | 7.3       |
| 6822   | Galassia di Barnard; Caldwell 57; IC 4895                | Galassia irregolare                | Sagittario    | 19h 44m 57.8s            | -14° 48′ 11″         | 9.9       |
| 6826   | Nebulosa Occhiolino; Nebulosa Intermittente; Caldwell 15 | Nebulosa planetaria                | Cigno         | 19h 44m 48.2s            | +50° 31′ 30″         | 8.8       |
| 6838   | Messier 71                                               | Ammasso globulare                  | Freccia       | 19h 53m 46.1s            | +18° 46′ 42″         | 8.4       |
| 6853   | Nebulosa Manubrio; Messier 27                            | Nebulosa planetaria                | Volpetta      | 19h 59m 36.3s            | +22° 43′ 16″         | 7.5       |
| 6861   |                                                          | Galassia lenticolare               | Telescopio    | 20h 07m 19.48s           | -48° 22′ 12.8″       | 11.0      |
| 6864   | Messier 75                                               | Ammasso globulare                  | Sagittario    | 20h 06m 04.8s            | -21° 55′ 16″         | 8.6       |
| 6866   | Collinder 412; Melotte 229                               | Ammasso aperto                     | Cigno         | 20h 3.7m :               | +44° 00′ :           | 7.6       |
| 6872   |                                                          | Galassia spirale barrata peculiare | Pavone        | 20h 16m 56.0s            | -70° 46′ 03″         | 12.5      |
| 6884   |                                                          | Nebulosa planetaria                | Cigno         | 20h 10m 23.7s            | +46° 27′ 40″         | 10.9      |
| 6888   | Nebulosa Crescente                                       | Resto di supernova                 | Cigno         | 20h 12m 07s              | +38° 21′ :           | 10.0      |
| 6891   |                                                          | Nebulosa planetaria                | Delfino       | 20h 15m 08.8s            | +12° 42′ 16″         | 10.5      |

## 6900–6999
| Nº NGC | Altre designazioni                         | Tipo                  | Costellazione | Ascensione Retta (J2000) | Declinazione (J2000) | Mag. app. |
| ------ | ------------------------------------------ | --------------------- | ------------- | ------------------------ | -------------------- | --------- |
| 6913   | Messier 29; Collinder 422                  | Ammasso aperto        | Cigno         | 20h 23m :                | +38° 31′ :           | 6.6       |
| 6914   |                                            | Nebulosa diffusa      | Cigno         | 20h 24m 43s              | +42° 28′ 58″         |           |
| 6934   |                                            | Ammasso globulare     | Delfino       | 20h 34m 11.5s            | +07° 24′ 15″         | 8.9       |
| 6946   | Arp 29                                     | Galassia spirale      | Cefeo/Cigno   | 20h 34m 51.4s            | +60° 09′ 18″         | 9.1       |
| 6960   | (Porzione della Nebulosa Velo)             | Resto di supernova    | Cigno         | 20h 45m :                | +30° 35′ :           |           |
| 6974   | (Porzione della Nebulosa Velo)             | Resto di supernova    | Cigno         | 20h 51m :                | +31° 49′ :           |           |
| 6979   | (Porzione della Nebulosa Velo)             | Resto di supernova    | Cigno         | 20h 50m :                | +32° 01′ :           |           |
| 6981   | Messier 72                                 | Ammasso globulare     | Aquario       | 20h 53m 27.9s            | -12° 32′ 13″         | 9.2       |
| 6992   | (Porzione della Nebulosa Velo) Caldwell 33 | Resto di supernova    | Cigno         | 20h 56m :                | +31° 44′ :           |           |
| 6994   | Messier 73; Collinder 426                  | Asterismo             | Aquario       | 20h 58m 55s              | -12° 38′ 08″         | 8.9       |
| 6995   | (Porzione della Nebulosa Velo)             | Resto di supernova    | Cigno         | 20h 57m :                | +31° 14′ :           |           |
| 6996   |                                            | Associazione stellare | Cigno         | 20h 56m 25s              | +45° 28′ 23″         | 10.0      |
| 6997   | Collinder 425                              | Ammasso aperto        | Cigno         | 20h 56m :                | +44° 37′ :           | 10.0      |
| 6998   |                                            | Galassia ellittica    | Microscopio   | 21h 01m 37.7s            | -28° 01′ 55″         | 14.3      |
| 6999   |                                            | Galassia lenticolare  | Microscopio   | 21h 01m 59.5s            | -28° 03′ 32″         | 14.1      |